# Quartier Saint-Germain-l'Auxerrois

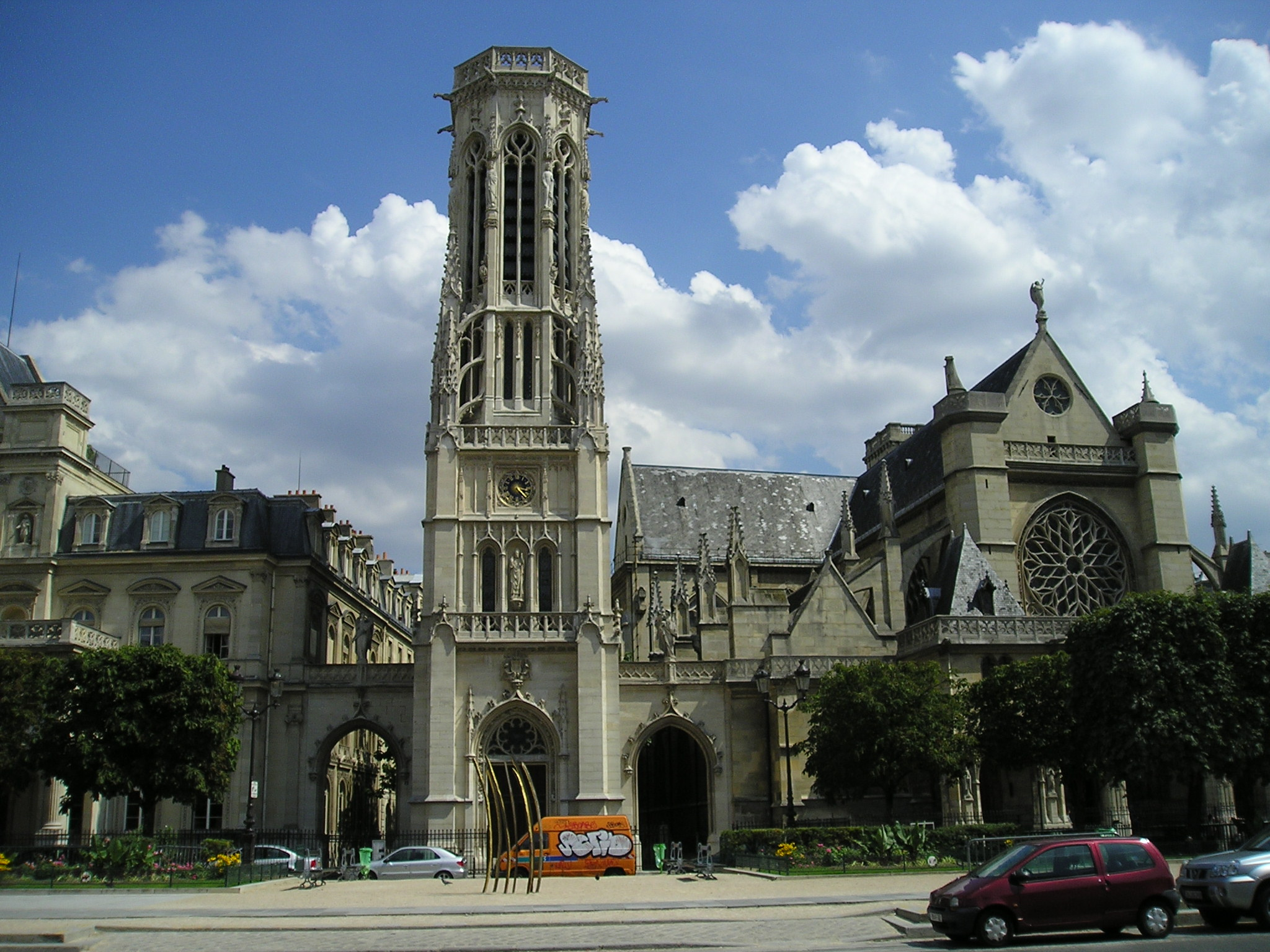
Kostel Saint-Germain-l'Auxerrois, který dal jméno čtvrti

Quartier Saint-Germain-l'Auxerrois (čtvrť Svatý Heřman z Auxerre) je 1. administrativní čtvrť v Paříži, která je součástí 1. obvodu. Její rozloha činí 87,1 ha a zahrnuje část ostrova Cité západně od Boulevardu du Palais a území 1. obvodu na pravém břehu Seiny jižně od ulice Rue de Rivoli mezi Boulevardem de Sébastopol a Place de la Concorde. Většinu prostoru zabírají palác Louvre s Tuilerijskými zahradami a také Justiční palác, takže obydlené jsou pouze špička ostrova Cité a prostor mezi Boulevardem de Sébastopol a Rue de l'Amiral-de Coligny.
Čtvrť nese jméno pozdněgotického farního kostela Saint-Germain l'Auxerrois, kam chodila na bohoslužby královská rodina z nedalekého paláce Louvre.

## Vývoj počtu obyvatel
| Rok sčítání | Počet obyvatel | Hustota zalidnění (ob./km²) |
| ----------- | -------------- | --------------------------- |
| 1954        | 3 985          | 4 575                       |
| 1962        | 3 908          | 4 487                       |
| 1968        | 3 101          | 3 560                       |
| 1975        | 2 405          | 2 761                       |
| 1982        | 2 100          | 2 411                       |
| 1990        | 1 951          | 2 240                       |
| 1999        | 1 672          | 1 920                       |